# Lewinia mirifica
El rascón de Luzón (Lewinia mirifica) es una especie de ave gruiforme de la familia Rallidae endémica de Filipinas.

## Distribución
Ocupa las islas de Luzón y Sámar.